# Gastón Olveira
Gastón Hernán Olveira Echeverría (Montevideo, 21 aprile 1993) è un calciatore uruguaiano, portiere dell'Olimpia.

## Carriera
Cresciuto nel settore giovanile del River Plate (M), ha esordito in prima squadra il 19 aprile 2014 disputando l'incontro di Primera División Profesional perso 2-1 contro il Sud América.